# Coppa del Mondo di slittino 1979
La Coppa del Mondo di slittino 1978/79, seconda edizione della manifestazione organizzata dalla Federazione Internazionale Slittino, ebbe inizio il 13 gennaio 1979 ad Hammarstrand, in Svezia, e si concluse il 4 marzo 1979 a Winterberg, nella Repubblica Federale Tedesca. Furono disputate 12 gare, quattro per ogni tipologia (singolo uomini, singolo donne ed il doppio) in 4 differenti località. Nel corso della stagione si tennero anche i Campionati mondiali di slittino 1979 a Königssee, nella Repubblica Federale Tedesca, ed i Campionati europei di slittino 1979 ad Oberhof, nella Repubblica Democratica Tedesca, competizioni non valide ai fini della Coppa del Mondo.
Le coppe di cristallo, trofeo conferito ai vincitori del circuito, furono assegnate all'italiano Paul Hildgartner e all'austriaca Angelika Schafferer per quanto concerne le classifiche del singolo uomini e del singolo donne mentre la coppia italiana Peter Gschnitzer e Karl Brunner si aggiudicò la vittoria del doppio.

## Risultati
| Data                | Località     | Nazione        | Specialità       | Primi classificati                             | Secondi classificati                  | Terzi classificati                    |
| ------------------- | ------------ | -------------- | ---------------- | ---------------------------------------------- | ------------------------------------- | ------------------------------------- |
| 13-14 gennaio 1979  | Hammarstrand | Svezia         | Donne – Singolo  | Margit Schumann Germania Est                   | Melitta Sollmann Germania Est         | Gunilla Nillson Svezia                |
| 13 gennaio 1979     | Hammarstrand | Svezia         | Uomini – Singolo | Hans Rinn Germania Est                         | Bernhard Glass Germania Est           | Paul Hildgartner Italia               |
| 13 gennaio 1979     | Hammarstrand | Svezia         | Uomini – Doppio  | Hans Rinn Norbert Hahn Germania Est            | Bernd Hahn Ulrich Hahn Germania Est   | Peter Gschnitzer Karl Brunner Italia  |
| 20-21 gennaio 1979  | Imst         | Austria        | Donne – Singolo  | Marie-Luise Rainer Italia                      | Angelika Schafferer Austria           | Annefried Göllner Austria             |
| 20-21 gennaio 1979  | Imst         | Austria        | Uomini – Singolo | Paul Hildgartner Italia                        | Karl Brunner Italia                   | Georg Fluckinger Austria              |
| 20-21 gennaio 1979  | Imst         | Austria        | Uomini – Doppio  | Georg Fluckinger Karl Schrott Austria          | Peter Gschnitzer Karl Brunner Italia  | Hansjörg Raffl Alfred Silginer Italia |
| 17-18 febbraio 1979 | Igls         | Austria        | Donne – Singolo  | Angelika Schafferer Austria                    | Monika Auer Italia                    | Marie-Luise Rainer Italia             |
| 17-18 febbraio 1979 | Igls         | Austria        | Uomini – Singolo | Paul Hildgartner Italia                        | Karl Brunner Italia                   | Ernst Haspinger Italia                |
| 17-18 febbraio 1979 | Igls         | Austria        | Uomini – Doppio  | Hans Brandner Balthasar Schwarm Germania Ovest | Peter Gschnitzer Karl Brunner Italia  | Johannes Schettel Pilz Germania Ovest |
| 4 marzo 1979        | Winterberg   | Germania Ovest | Donne – Singolo  | Angelika Schafferer Austria                    | Elke Djan Germania Ovest              | Christine Brunner Austria             |
| 4 marzo 1979        | Winterberg   | Germania Ovest | Uomini – Singolo | Ernst Haspinger Italia                         | Peter Gschnitzer Italia               | Gerd Böhmer Germania Ovest            |
| 4 marzo 1979        | Winterberg   | Germania Ovest | Uomini – Doppio  | Hans Brandner Balthasar Schwarm Germania Ovest | Johannes Schettel Pilz Germania Ovest | Georg Fluckinger Karl Schrott Austria |

## Classifiche

### Singolo uomini
| Pos. | Nome             | Nazione |
| ---- | ---------------- | ------- |
| 1    | Paul Hildgartner | Italia  |
| 2    | Hansjörg Raffl   | Italia  |
| 3    | Karl Brunner     | Italia  |

### Singolo donne
| Pos. | Nome                | Nazione |
| ---- | ------------------- | ------- |
| 1    | Angelika Schafferer | Austria |
| 2    | Marie-Luise Rainer  | Italia  |
| 3    | Christine Brunner   | Austria |

### Doppio
| Pos. | Nome                            | Nazione        |
| ---- | ------------------------------- | -------------- |
| 1    | Peter Gschnitzer Karl Brunner   | Italia         |
| 2    | Georg Fluckinger Karl Schrott   | Austria        |
| 3    | Hans Brandner Balthasar Schwarm | Germania Ovest |